# Papa Sisto I
Sisto I (em latim: Sixtus; Roma, 42 — 3 de abril de 125) foi o sétimo papa da Igreja Católica que o venera como mártir e santo. Segundo o Anuário Pontifício de 2008, o Papa Sisto teria liderado a Igreja Católica de 117 ou 119 a 126 ou 128.

## O pontificado
Era filho de um romano chamado Pastor, da região da Via Lata. O seu nome, Xisto (Xystus), de origem grega, pode ter sido, erroneamente e em virtude da semelhança dos vocábulos, confundido com Sisto (Sixtus) pelo fato de ter sido o sexto sucessor de São Pedro na Sé de Roma.
Segundo o Catálogo Liberiano dos papas, desenvolve o seu pontificado quando Adriano era imperador, «a consulatu Nigri et Aproniani usque Vero III et Ambibulo» («do consulado de Níger e Aproniano ao de Vero III e Ambíbulo»), ou seja, de 117 a 126 segundo a datação consular.
O historiador Eusébio de Cesareia, ao contrário, em dois escritos diferentes, relata dois períodos diferentes: em Chronicon diz que foi papa de 114 a 124, enquanto em Historia Ecclesiastica afirma que tenha reinado entre 114 e 128. Em todo caso, todos os estudiosos concordam com o fato de que Sisto tenha reinado cerca de 10 anos.
De acordo com o Liber Pontificalis, durante o seu pontificado, determinou três coisas:
- ninguém além dos presbíteros e ministros do culto, durante a consagração, pode tocar no cálice e na patena;
- os bispos consagrados na Santa Sé, ao retornar à sua diocese deve se apresentar com uma epístola apostólica que confirme a sua plena comunhão com o papa;
- depois do Prefácio da Missa, o sacerdote deve rezar o Sanctus com a assembleia.

No período do seu papado, talvez, aparecem as primeiras divergências entre a Igreja de Roma e as Igrejas do oriente, sobretudo pelo fato de que estas já celebravam oficialmente a Páscoa, festa que ainda não se tinha estabelecido no ocidente.
No seu pontificado, emitiu duas epístolas: uma sobre a doutrina da Santíssima Trindade e outra a respeito do primado do Bispo de Roma sobre as igrejas particulares.
Uma vez martirizado, seu corpo foi sepultado num pequeno cemitério da futura Basílica de São Pedro. O Catalogo Feliciano dos papas e diversos martirológios o citam como mártir, ainda que não detalhem o seu suplício. Outros documentos, contudo, como o Calendário Universal da Igreja, atualmente não o inserem mais no catálogo dos mártires da Igreja Católica.

## São Sisto I: padroeiro das cidades deAlifee deAlatri

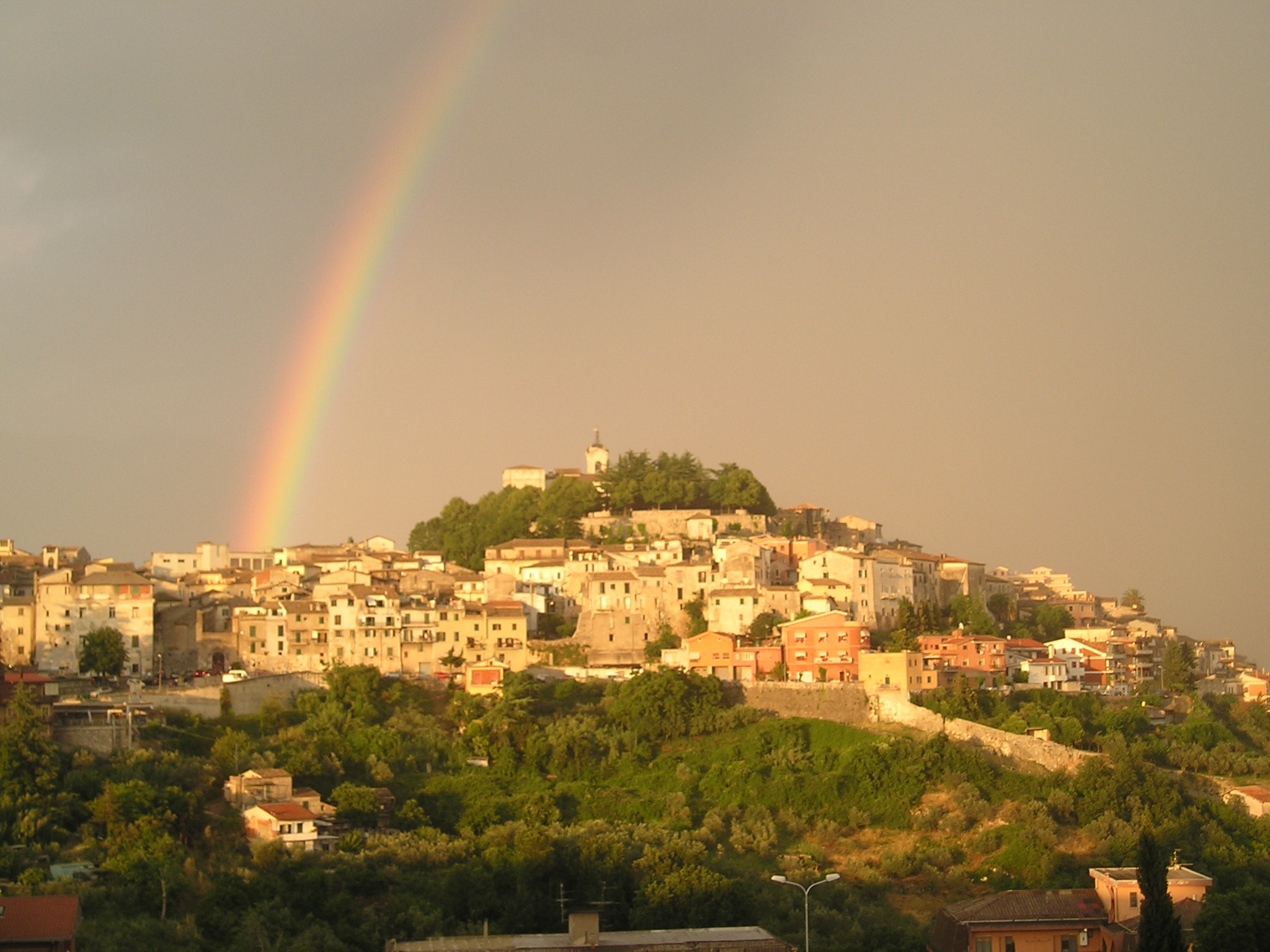
Alatri, comuna italiana da região do Lácio, província de Frosinone.

Segundo o livro Historia Allifana do abade Alessandro Telesino, em dezembro de 1131, o conde Rainulfo di Alife, da família normanda dos Drengoto Quarrel (feudatário também de Caiazzo, Sant'Agata de' Goti, Airola, Avellino, etc.) achava-se em Roma, na corte do neo-proclamado Antipapa Anacleto II (Pietro Pierleoni), de cuja eleição foi apoiada pelos normandos, contrariamente à do papa oficial Inocêncio II (Gregorio de Papareschi), assunto ao trono de Pedro alguns meses antes.
Naquele período, a cidade e o condado de Alife estavam arrasados pela peste que avançava rapidamente e fazia centenas de vítimas. Por esta razão, Rainulfo, aproveitando da amizade com Anacleto, pediu-lhe as relíquias de um «grande santo» para que pudesse levá-las até seu condado e, por sua intercessão, pediria ao Senhor o término da peste. Anacleto, apesar da amizade, não se demonstrou bem disposto, mas mesmo enquanto o conde estava em audiência com ele, chegou a notícia de que, na Basílica de São Pedro, se tinha despedaçado a trave de uma nave lateral, que caíra sobre o altar que continha os ossos do Papa Sisto I, descobrindo-os. Por tal motivo, a urna que continha os resto do pontífice foi temporariamente retirada do lugar no qual havia séculos repousava (para permitir a restauração do altar) e confiada à custódia de Anacleto.
O acontecimento foi considerado pelos fiéis como um sinal pelo fato de que o primeiro pontífice de nome Sisto tivesse acolhido o pedido de Rainulfo para ser levado até onde precisassem do seu patrocínio. Assim, em janeiro de 1132, Anacleto, secretamente, entregou as santas relíquias a Rainulfo.
O relato da trasladação das relíquias (derivante de uma Narração Histórica de Alatri do século XIV é comum tanto à tradição de Alatri quanto à de Alife, pelo menos até que Rainulfo partiu de Roma para dirigir-se ao seu condado aos pés dos montes do Matese. A versão alatrina, ao invés, propõe uma variação (historicamente não documentada, assim como a alifana) afirmando que o conde Rainulfo, partido com um grupo de cavaleiros alifanos, mandou adiante um mensageiro a cavalo para que anunciasse em tempo hábil a chegada das sagradas relíquias aos nobres da cidade, ao clero e, sobretudo, ao bispo da época, Dom Roberto, de modo que pudessem preparar uma digna acolhida. Sempre segundo a versão alatrina, em 11 de janeiro a mula que transportava a relíquia percorria a Via Latina em direção de Alife: tendo passado pela cidade de Anagni, chegou a um cruzamento decidiu virar à esquerda, querendo por todo custo dirigir-se a uma intransitável estrada de subida que levava à antiga cidade de Alatri. O grupo de escolta não foi capaz de mudar a direção do animal, nem com chicotadas. Assim, vendo nesta desobediência do animal um ulterior sinal da vontade divina, deixaram-na sem as rédeas e a seguiram. A mula caminhou para bem longe da via principal, alcançando as muralhas da cidade de Alatri, parando antes do Hospital de São Mateus e dirigindo-se à Catedral de São Paulo, diante da qual se ajoelhou. A lenda de Alatri sustenta que os alifanos da escolta, entristecidos pelo desvio não previsto, foi dado apenas um dedo do santo, que voltaram tristes para Alife.
A lenda alifana, por sua vez, não fala de fato do desvio de percurso feito pelo animal, mas conta que a mula chegou em Alife no lugar onde hoje está a Igreja de São Sisto Extra Mênia, sobre uma pedra onde a mula teria se ajoelhado e deixado as marcas do seu joelho (a pedra é ainda hoje conservada no seu lugar alegadamente preciso). Sempre de acordo com a tradição alifana, não apenas as relíquias do pontífice Sisto chegaram às muralhas de Alife, como imediatamente cessou a peste e o conde, feliz por ter dado um grande presente aos seus concidadãos, ordenou a construção da nova catedral, a atual Catedral de Alife, para que as relíquias fossem ali acolhidas, conservadas e veneradas.
Por alguns anos, as relíquias repousaram naquela que hoje é a Igreja de São Sisto Extra-Mênia, até que, em 11 de agosto de 1135, foram solenemente transportadas em procissão até o novo templo. E, desde então, os alifanos perpetuam a memória desta solene transladação das relíquias: na noite de 10 de agosto, por volta das 21 horas, o busto de São Sisto foi levado à Igreja fora dos muros. Aí, permanece toda a noite, velado pelo povo, até às 9 da manhã do dia seguinte, quando é recolocada na Catedral, evocando a entrada das sagradas relíquias cerca de nove séculos antes.

## A questão das relíquias
Desde a Idade Média e até recentemente que a questão as relíquias dividiu as cidades de Alife e Alatri, cada qual sustentava ser a detentora de todo o corpo do papa. Recentes estudos, conduzidos seja por Alife seja por Alatri nos Anos 1980, mostram que cada qual tem cerca de 50% dos restos mortais de Sisto.
E assim, depois de ter efetuado também uma geminação em 1984 entre as duas dioceses, a comum devoção pelo santo pontífice Sisto I fez assim que, anualmente, um grupo de alifanos faça uma visita oficial a Alatri na quarta-feira em Albis (dia no qual a cidade festeja o santo padroeiro) e, do mesmo modo, os alatrinos vão a Alife na tarde de 10 de agosto para acompanhar os dias de festa.
A Narração Histórica do século XIV sustenta que em 1132 teriam sido transladados para a catedral de Alatri, numa urna de chumbo com a legenda Hic reconditum est corpus S. Xysti PP. Primi et Martiris).
Algumas reliquias foram conservadas na Igreja de São Sisto na Via Ápia, onde, na parede esquerda, atrás de uma lápide, repousam dentro de uma urna, contendo também restos de outros mártires.
Alatri e Alife, no entanto, são os locais onde se celebra São Sisto I como santo padroeiro.
Do Martirológio Romano:

6 de abril – Em Roma, o Natal do bem-aventurado Sisto, Papa e Mártir, que governou a Igreja com sumo louvor no tempo do Imperador Adriano, e finalmente sob Antonino Pio. Para ganhar Cristo, suportou com prazer a morte temporal.